# Loja (Granada)
Loja es una ciudad y municipio español situado en la parte occidental de la comarca homónima, en la provincia de Granada, comunidad autónoma de Andalucía. Limita con los municipios granadinos de Algarinejo, Zagra, Montefrío, Villanueva Mesía, Huétor Tájar, Salar, Alhama de Granada y Zafarraya; con los municipios malagueños de Alfarnate, Villanueva del Trabuco, Archidona y Villanueva de Tapia; y con el municipio cordobés de Iznájar. Cuenta con una población de 20 846 habitantes (INE 2024). Por su término discurren los ríos Genil, Guadalhorce, Manzanil y Frío.
El municipio lojeño es el más occidental de toda la provincia de Granada, y comprende los núcleos de población de Loja —capital municipal, de la comarca homónima así como de todo el Poniente Granadino y sede de un partido judicial propio—, Barrio de San Antonio, Ventorros de San José, El Bujeo, El Frontil, La Fábrica, Venta del Rayo, Fuente Camacho, La Esperanza, Plines, La Palma, Riofrío, Ventorros de la Laguna, Venta Santa Bárbara, Ventorros de Balerma, Dehesa de los Montes, Las Rozuelas, Manzanil, Cuesta Blanca, Milanos, Agicampe, Los Arenales, Atajea y Los Alazores.
En la economía municipal destaca principalmente el sector agrícola y de servicios, contando con una importante industria del mármol; está planteada la constitución del primer centro de reproducción para la agricultura ecológica de la comunidad.

## Toponimia
En cuanto al origen del nombre, el historiador Francisco Javier Simonet registra Lauxa, (Lawša) lapis, de los «autores arábigos», y la relaciona con Laus e Ilipula Laus de Plinio.
El filólogo Joan Corominas incluye la voz ‘Losa’ en su Diccionario Crítico Etimológico y la hace derivar del vocablo prerromano lauxa («losa» o «pizarra»), que se extiende por toda la península ibérica, sur y sureste de Francia, y el Piamonte, de origen incierto. El filólogo Ramón Menéndez Pidal se refiere a la diptongación entre los dialectos mozárabes, y comenta que en Valencia, Toledo y Granada, se decía lauxa, como en gallegoportugués lousa, frente al castellano losa.
La existencia de canteras de piedras o losas en la sierra de Loja, cerca de la población, explotadas, posiblemente, desde antiguo, explicaría y justificaría el nombre de la ciudad. La aparición de vestigios de población romana en la demarcación de Loja avalaría también la identificación de Ilipula Laus en el lugar donde ahora se asienta Loja, o en sus cercanías, si bien otras fuentes indican que durante la época romana se denominaba Tricolia debido a su asentamiento sobre tres colinas.
Por lo que parece ser que se puede asegurar que el nombre actual de la localidad es el derivado del que tuvo durante la dominación musulmana, cuando la ciudad toma su dimensión urbana actual e incluso una gran importancia, teniendo incluso como hijo de la misma al afamado poeta Ibn al-Jatib, de gran influencia en la corte nazarí, o a Morayma, esposa del rey Boabdil. Tras la Reconquista, se cristianizó y comenzó a tomar la imagen que perdura en la actualidad.

## Símbolos
El municipio de Loja tiene por símbolos una bandera, un escudo y un lema. Todos ellos fueron inscritos en el Registro Andaluz de Símbolos de Entidades Locales con fecha 5 de julio de 2005.

### Escudo
El escudo de armas del municipio de Loja tiene el siguiente blasón:

Escudo en forma de elipse. Cortado, el primero en un campo de azur un puente alomado de oro sumado de un castillo dorado. En jefe y por timbre del castillo una cadena de la que pende una llave dorada y el lema Loxa Flor entre espinas. A diestra y siniestra sendos montículos escarpados de plata. En el segundo el río Genil de su color natural. Timbrado con corona real cerrada y rodeado del collar de la Orden del Toisón de oro.
BOJA n.º 140 de fecha 20/07/2005

### Bandera
La bandera del municipio de Loja tiene la siguiente descripción:

Bandera rectangular como las tradicionales partida en dos franjas horizontales, la de arriba color morado y la de abajo color blanco, en el centro y sobre las dos franjas, el escudo del municipio.
BOJA n.º 140 de 20/07/2005

## Geografía

### Situación

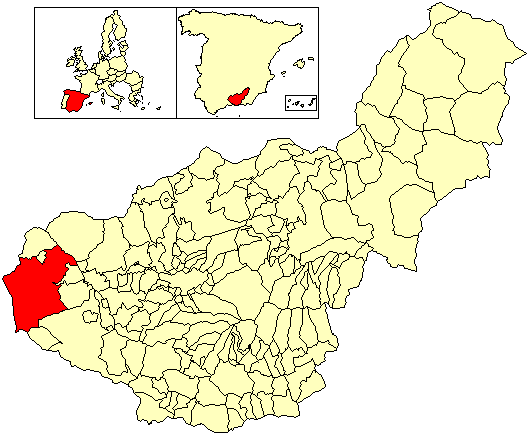
Extensión del municipio en la provincia de Granada

Integrado en la comarca de la Loja, se encuentra situado a 54 kilómetros de la capital provincial, a 131 de Jaén, a 207 de Almería y a 327 de Murcia. El término municipal está atravesado por la autovía A-92, que conecta las ciudades de Málaga y Sevilla con Granada, Almería y Murcia.
| Noroeste: Iznájar (CO)                                 | Norte: Algarinejo y Zagra          | Nordeste: Montefrío                          |
| Oeste: Villanueva de Tapia (MA) y Archidona (MA)       |                                    | Este: Villanueva Mesía, Huétor Tájar y Salar |
| Suroeste: Villanueva del Trabuco (MA) y Alfarnate (MA) | Sur: Zafarraya y Alhama de Granada | Sureste: Alhama de Granada                   |

### Relieve e hidrografía
La orografía del municipio es bastante variada, compuesta de una mezcolanza de valles y sierras. Destaca la cuenca del Genil, que divide al término municipal en dos quedando al norte de este las sierras de la Subbética con su imponente Monte Hacho, marcando el horizonte de Loja; y el sistema Penibético, representado por la sierra de Loja, al sur.

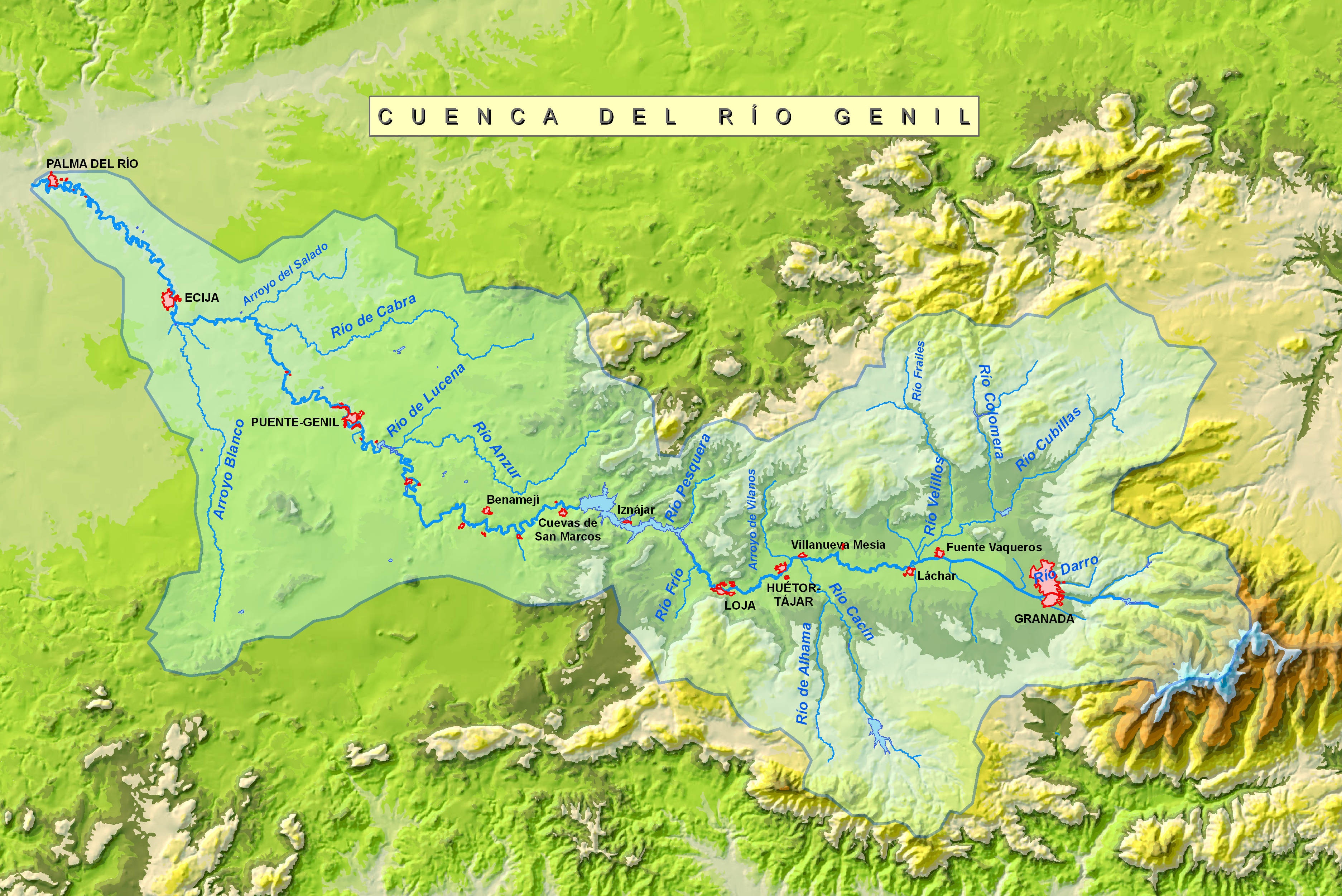
Cuenca del río Genil en la que se observa Loja

Varios ríos cruzan el municipio, entre los que se encuentran el Genil, el Manzanil, el Frío —cerca del cual existen criaderos de truchas y esturiones— y el río Salado, que nace en Fuente Camacho y cuyo nombre proviene de la alta salinidad de sus aguas.
Además es digno de resaltar el lago de origen glaciar situado en la sierra de Loja y conocido como el Charco del Negro, lugar donde tiene su hábitat el anfibio llamado gallipato.

### Clima
El clima es el denominado mediterráneo continentalizado, con inviernos fríos y veranos muy calurosos. La pluviometría media de la zona se estima en unos 500 mm al año.

## Historia
Los vestigios más antiguos del hombre prehistórico en Loja y su tierra se remontan al Paleolítico Inferior, hace 150 000 años.

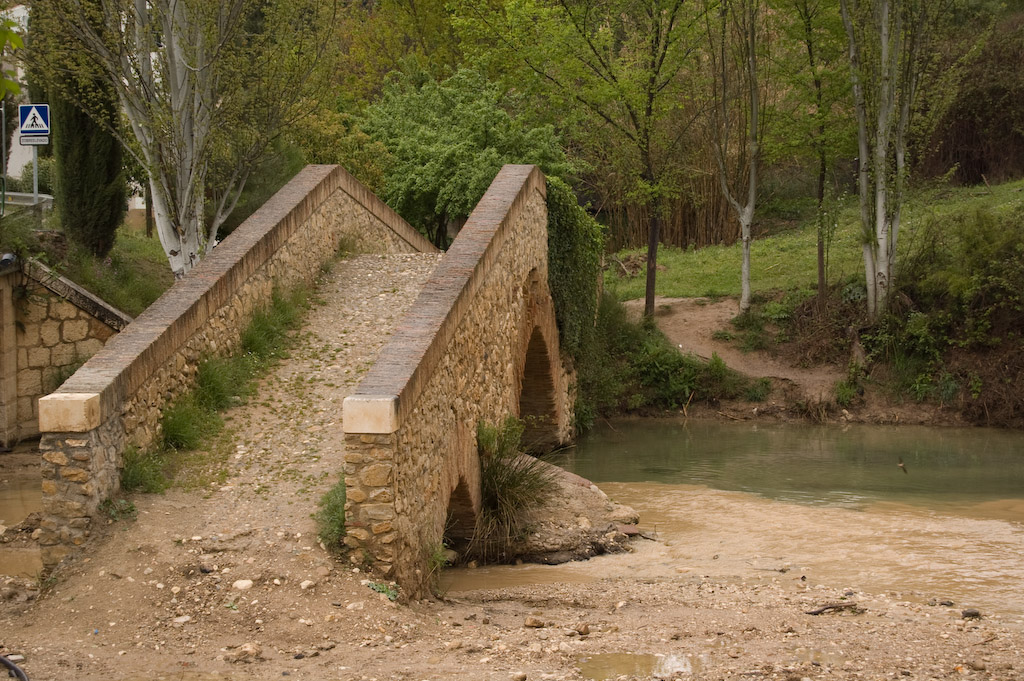
Puente de piedra de época califal en Riofrío

Al margen de las explicaciones mitológicas aportadas por Fray Juan Seco, que cuenta como Túbal, nieto del bíblico Noé, fundara la ciudad de Loja en el año 2163 a. C., bautizándola con el nombre de Alfeia, la realidad arqueológica sitúa la primera ocupación de su solar hacia el siglo XI a. C. Los restos de estos pobladores prehistóricos de la Edad del Bronce reposan bajo la superficie del barrio de la Alcazaba desde sus primeros años de presencia hasta bien entrado el siglo VII a. C., en el que las aportaciones del ámbito comercial y cultural fenicio suponen un primer florecimiento «urbano» para aquel poblado original: la mítica Tricolia.
El mundo íbero y romano no fueron ajenos a la ciudad; las sospechas acerca de la existencia de un poblamiento hispanorromano en el barrio nuclear de Loja, se pudieron convertir en certeza a partir de las labores del Servicio de Investigación y Promoción Patrimonial del Ayuntamiento de Loja, que en 1991 demostró una presencia romana, aunque reducida, en el cerro de la Alcazaba. Un año antes, el mismo organismo, y con motivo de la construcción de la Casa de la Cultura en la calle Real, estuvo investigando la conocida, desde entonces, como Necrópolis de las Vinuesas, lo que permitió el reconocimiento de un núcleo de población hispanorromano en aquel lugar. En época romana se denominaba Tricolia debido a su asentamiento sobre tres colinas.
Pero todo apunta a que Loja solo adquirió su verdadera dimensión urbana con la llegada del islam, a partir del siglo IX. Las crónicas árabes mencionan la construcción del castillo de Loja en el año 893 y, posteriormente, se transformó en una ciudad, mencionándose como Medina Lauxa (madinat Lawša) ya en el siglo XI, en que ya se muestra como un destacado reducto de marcado valor estratégico en el papel de custodia de la Vega de Granada.
Como ciudad fronteriza, se vio envuelta en numerosos avatares militares, incluida su ataque y destrucción por parte de Fernando III el Santo en 1225. Antesala de la capital del Reino nazarí de Granada, el mismísimo Boabdil entregó la ciudad al rey Fernando de Aragón en 1486, tras un penoso asedio de varios días. Para esas fechas la urbe ya poseía sus rasgos constructivos, e incluso había visto nacer a personajes tan ilustres en la Corte Granadina como el poeta Ibn al-Jatib. Con la conquista por parte de los castellanos de la plaza de Alhama en 1482, se procedió a ocupar Loja, si bien solo después de dos intentonas fallidos, en 1482 y 1485, se pudo tomar la ciudad el 29 de mayo de 1486. Los musulmanes salieron de la ciudad libres y escoltados hacia Granada, dándose a partir de ese momento el asentamiento de nuevos pobladores cristianos, ordenando los Reyes Católicos el repartimiento de casas, bienes y heredades entre los quinientos nuevos vecinos con que mandaban poblar la ciudad (según el Fuero de Córdoba). La ciudad sería administrativamente incorporada al Corregimiento de Alcalá la Real (hasta 1772), al que también se adscribió Alhama.
A partir de este momento, Medina Lawsa fue perdiendo características propias de la ciudad hispanomusulmana y transformándose en un núcleo adaptado al concepto de ciudad castellano-cristiana. La estructura básica de la ciudad nazarí (Alcazaba, Jaufín y Arrabal) se mantuvo, pero se redefinieron aquellos espacios organizándose en torno a parroquias, a la vez que nuevos hitos arquitectónicos, espaciales y simbólicos se desplegaban. Las mezquitas se consagraron como iglesias, de tal forma que las tres principales iglesias de la localidad se encuentran sobre los solares de antiguas mezquitas. La geografía religiosa de la ciudad se completó con la fundación de varios conventos y ermitas. La ampliación de la ciudad fuera de las murallas tuvo lugar a lo largo del siglo XVI, dado el incremento de la vecindad.

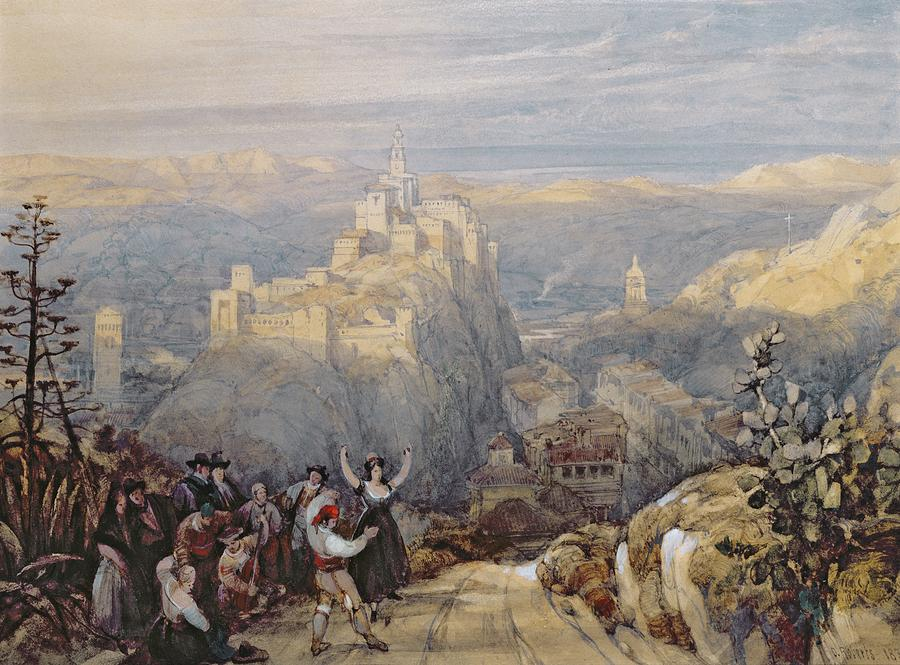
Loja (1834)

En el siglo XIX, Loja sufrió, como el resto de poblaciones españolas, el proceso desamortizador, tanto de bienes públicos como religiosos; fue ocupada por las tropas napoleónicas (desde el 1 de febrero de 1810 hasta el 6 de septiembre de 1812), y vivió con gran protagonismo las revoluciones de los años sesenta y setenta, con la sublevación campesina de 1861 abanderada por Rafael Pérez del Álamo, así como en las rebeliones cantonales de 1873. En estas circunstancias (a las que habría que añadir la crisis económica del municipio, que arrastra prácticamente desde el siglo XVII, y el desavecindamiento de las oligarquías locales en favor de la capital de la provincia o del Reino), Loja vio cómo la destrucción y ruina de los edificios históricos que habían caracterizado la ciudad durante la Edad Moderna se aceleraba. En muy poco tiempo, la ciudad perdió la fisonomía que durante tres siglos había permanecido inalterada. Los portales y la alhóndiga enajenados en 1801; la cárcel subastada por la Junta de Bienes Nacionales en 1863; ermitas y conventos desamortizados, etc. Durante este siglo, Loja tuvo la fortuna de que un hijo de la ciudad, Ramón María Narváez, fuese primer ministro de Isabel II.
En el siglo XX la guerra civil —especialmente el famoso incendio organizado la noche del 19 de julio de 1936 en el interior de los templos de la ciudad— y la especulación urbanística, fueron causa de nuevas agresiones al patrimonio artístico lojeño, si bien desde finales de ese siglo ha habido también un importante esfuerzo por recuperar y rehabilitar lo que queda de él. En el aspecto social y demográfico, el municipio sufrió a mediados del siglo XX las consecuencias del éxodo rural perdiendo alrededor de un 30 % de su población en apenas veinte años. En 1992 tuvo lugar en Loja un episodio de violencia y venganza entre dos familias, con dos asesinatos, que acentuó las tensiones étnicas entre payos y gitanos en la localidad.

## Demografía
Loja cuenta con una población de 20 846 habitantes (INE 2024).
| Gráfica de evolución demográfica de Loja entre 1842 y 2021 |
| |
| Población de derecho según los censos de población del INE Población de hecho según los censos de población del INEEn 1987 disminuye el término del municipio porque independiza a Zagra |

### Núcleos de población
El municipio de Loja abarca una gran cantidad de pedanías y caseríos tales como Agicampe, Alazores, Almendro, Los Arenales, La Atalaya, Campo Dauro, La Ciudad, Dehesa de los Montes, Los Gallombares, Huertas Bajas, Jardines de Narváez, Manzanil, Molehones, Nuño Daza, Plines y Puerto Blanquillo.
Según el nomenclátor publicado por el Instituto Nacional de Estadística (INE) el municipio de Loja se divide en las siguientes entidades de población. Los datos corresponden a 2011.
| Entidad | Pob. (2011) | Coordenadas                                 | Distancia | Mapa |
| --- | ----------- | ------------------------------------------- | --------- | --- |
| Los Arenales | 46          |                                             | 22        | \| La Palma Fuente Camacho Loja Milanos Plines Riofrío Algicampe Ventorros de Balerma Ventorros de la Laguna Ventorros de San José Los Alazores Cuesta Blanca La Esperanza La Fábrica Manzanil Venta del Rayo El Frontil Venta de Santa Bárbara El Bujeo \| |
| La Palma | 261         | 37°08′00″N 4°16′00″O / 37.133333, -4.266667 | 12        | \| La Palma Fuente Camacho Loja Milanos Plines Riofrío Algicampe Ventorros de Balerma Ventorros de la Laguna Ventorros de San José Los Alazores Cuesta Blanca La Esperanza La Fábrica Manzanil Venta del Rayo El Frontil Venta de Santa Bárbara El Bujeo \| |
| Dehesa de los Montes | 63          |                                             | 15        | \| La Palma Fuente Camacho Loja Milanos Plines Riofrío Algicampe Ventorros de Balerma Ventorros de la Laguna Ventorros de San José Los Alazores Cuesta Blanca La Esperanza La Fábrica Manzanil Venta del Rayo El Frontil Venta de Santa Bárbara El Bujeo \| |
| Fuente Camacho | 489         | 37°05′57″N 4°15′21″O / 37.09924, -4.25591   | 19        | \| La Palma Fuente Camacho Loja Milanos Plines Riofrío Algicampe Ventorros de Balerma Ventorros de la Laguna Ventorros de San José Los Alazores Cuesta Blanca La Esperanza La Fábrica Manzanil Venta del Rayo El Frontil Venta de Santa Bárbara El Bujeo \| |
| Loja | 15 688      | 37°09′59″N 4°09′00″O / 37.166389, -4.15     | 0         | \| La Palma Fuente Camacho Loja Milanos Plines Riofrío Algicampe Ventorros de Balerma Ventorros de la Laguna Ventorros de San José Los Alazores Cuesta Blanca La Esperanza La Fábrica Manzanil Venta del Rayo El Frontil Venta de Santa Bárbara El Bujeo \| |
| Milanos | 84          | 37°18′01″N 4°02′35″O / 37.30028, -4.04297   | 21        | \| La Palma Fuente Camacho Loja Milanos Plines Riofrío Algicampe Ventorros de Balerma Ventorros de la Laguna Ventorros de San José Los Alazores Cuesta Blanca La Esperanza La Fábrica Manzanil Venta del Rayo El Frontil Venta de Santa Bárbara El Bujeo \| |
| Plines | 182         | 37°10′30″N 4°10′47″O / 37.17495, -4.17978   | 4         | \| La Palma Fuente Camacho Loja Milanos Plines Riofrío Algicampe Ventorros de Balerma Ventorros de la Laguna Ventorros de San José Los Alazores Cuesta Blanca La Esperanza La Fábrica Manzanil Venta del Rayo El Frontil Venta de Santa Bárbara El Bujeo \| |
| Riofrío | 283         | 37°09′16″N 4°12′26″O / 37.15441, -4.20713   | 6         | \| La Palma Fuente Camacho Loja Milanos Plines Riofrío Algicampe Ventorros de Balerma Ventorros de la Laguna Ventorros de San José Los Alazores Cuesta Blanca La Esperanza La Fábrica Manzanil Venta del Rayo El Frontil Venta de Santa Bárbara El Bujeo \| |
| Agicampe | 39          | 37°12′48″N 4°04′36″O / 37.21344, -4.07660   | 16        | \| La Palma Fuente Camacho Loja Milanos Plines Riofrío Algicampe Ventorros de Balerma Ventorros de la Laguna Ventorros de San José Los Alazores Cuesta Blanca La Esperanza La Fábrica Manzanil Venta del Rayo El Frontil Venta de Santa Bárbara El Bujeo \| |
| Ventorros de Balerma | 242         | 37°13′52″N 4°15′17″O / 37.23101, -4.25480   | 16        | \| La Palma Fuente Camacho Loja Milanos Plines Riofrío Algicampe Ventorros de Balerma Ventorros de la Laguna Ventorros de San José Los Alazores Cuesta Blanca La Esperanza La Fábrica Manzanil Venta del Rayo El Frontil Venta de Santa Bárbara El Bujeo \| |
| Ventorros de la Laguna | 306         | 37°12′11″N 4°13′45″O / 37.20296, -4.22914   | 11        | \| La Palma Fuente Camacho Loja Milanos Plines Riofrío Algicampe Ventorros de Balerma Ventorros de la Laguna Ventorros de San José Los Alazores Cuesta Blanca La Esperanza La Fábrica Manzanil Venta del Rayo El Frontil Venta de Santa Bárbara El Bujeo \| |
| Ventorros de San José | 913         | 37°14′45″N 4°09′03″O / 37.24577, -4.15077   | 16        | \| La Palma Fuente Camacho Loja Milanos Plines Riofrío Algicampe Ventorros de Balerma Ventorros de la Laguna Ventorros de San José Los Alazores Cuesta Blanca La Esperanza La Fábrica Manzanil Venta del Rayo El Frontil Venta de Santa Bárbara El Bujeo \| |
| Los Alazores | 22          | 37°02′33″N 4°14′48″O / 37.04260, -4.24671   | 22        | \| La Palma Fuente Camacho Loja Milanos Plines Riofrío Algicampe Ventorros de Balerma Ventorros de la Laguna Ventorros de San José Los Alazores Cuesta Blanca La Esperanza La Fábrica Manzanil Venta del Rayo El Frontil Venta de Santa Bárbara El Bujeo \| |
| Cuesta Blanca | 66          | 37°09′01″N 4°14′25″O / 37.15033, -4.24039   | 9         | \| La Palma Fuente Camacho Loja Milanos Plines Riofrío Algicampe Ventorros de Balerma Ventorros de la Laguna Ventorros de San José Los Alazores Cuesta Blanca La Esperanza La Fábrica Manzanil Venta del Rayo El Frontil Venta de Santa Bárbara El Bujeo \| |
| La Esperanza | 310         | 37°10′24″N 4°07′47″O / 37.17345, -4.12966   | 3         | \| La Palma Fuente Camacho Loja Milanos Plines Riofrío Algicampe Ventorros de Balerma Ventorros de la Laguna Ventorros de San José Los Alazores Cuesta Blanca La Esperanza La Fábrica Manzanil Venta del Rayo El Frontil Venta de Santa Bárbara El Bujeo \| |
| La Fábrica | 320         | 37°13′08″N 4°04′16″O / 37.21898, -4.07112   | 16        | \| La Palma Fuente Camacho Loja Milanos Plines Riofrío Algicampe Ventorros de Balerma Ventorros de la Laguna Ventorros de San José Los Alazores Cuesta Blanca La Esperanza La Fábrica Manzanil Venta del Rayo El Frontil Venta de Santa Bárbara El Bujeo \| |
| El Frontil | 245         | 37°10′39″N 4°07′57″O / 37.1775, -4.1325     | 3         | \| La Palma Fuente Camacho Loja Milanos Plines Riofrío Algicampe Ventorros de Balerma Ventorros de la Laguna Ventorros de San José Los Alazores Cuesta Blanca La Esperanza La Fábrica Manzanil Venta del Rayo El Frontil Venta de Santa Bárbara El Bujeo \| |
| Manzanil | 1017        | 37°09′45″N 4°07′50″O / 37.16262, -4.13068   | 1         | \| La Palma Fuente Camacho Loja Milanos Plines Riofrío Algicampe Ventorros de Balerma Ventorros de la Laguna Ventorros de San José Los Alazores Cuesta Blanca La Esperanza La Fábrica Manzanil Venta del Rayo El Frontil Venta de Santa Bárbara El Bujeo \| |
| Venta del Rayo | 396         | 37°08′08″N 4°12′48″O / 37.13569, -4.21343   | 7         | \| La Palma Fuente Camacho Loja Milanos Plines Riofrío Algicampe Ventorros de Balerma Ventorros de la Laguna Ventorros de San José Los Alazores Cuesta Blanca La Esperanza La Fábrica Manzanil Venta del Rayo El Frontil Venta de Santa Bárbara El Bujeo \| |
| Venta Santa Bárbara | 140         | 37°10′45″N 4°12′00″O / 37.17928, -4.19991   | 6         | Capital del municipio. Entidades de población. |
| Las Rozuelas | 90          |                                             | 23        | Capital del municipio. Entidades de población. |
| El Bujeo | 416         | 37°10′21″N 4°08′36″O / 37.1725, -4.143333   | 1         | Capital del municipio. Entidades de población. |
| Total | 20 846      |                                             |           | Capital del municipio. Entidades de población. |
| La Palma Fuente Camacho Loja Milanos Plines Riofrío Algicampe Ventorros de Balerma Ventorros de la Laguna Ventorros de San José Los Alazores Cuesta Blanca La Esperanza La Fábrica Manzanil Venta del Rayo El Frontil Venta de Santa Bárbara El Bujeo |             |                                             |           | |

## Administración y política

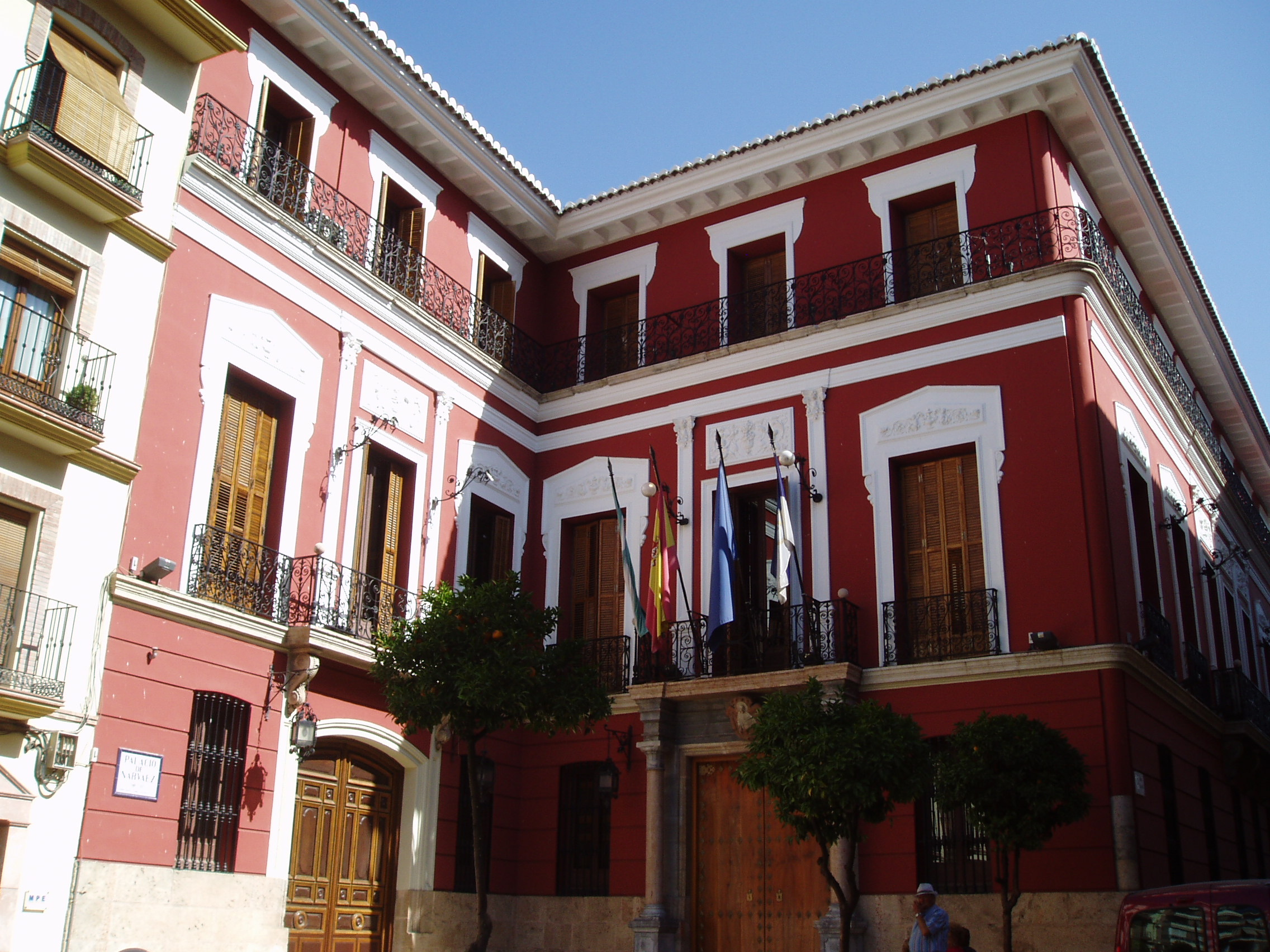
Palacio de Narváez, sede del actual ayuntamiento, en la calle Duque de Valencia

Loja conforma un municipio el cual está gobernado por un ayuntamiento de gestión democrática desde 1979, formado por 21 miembros elegidos en las elecciones municipales según está dispuesto en la Ley Orgánica del Régimen Electoral General. La sede del consistorio está situada en la calle Duque de Valencia de la ciudad de Loja.
En las elecciones municipales de 2023, el Partido Popular (PP) volvió a ser la lista más votada consiguiendo obtener la mayoría absoluta con 13 de los 21 concejales con que cuenta el consistorio, dos menos que en la anterior legislatura. En segundo lugar quedó el Partido Socialista Obrero Español (PSOE) que logró 7 concejales, y en tercer lugar Vox logrando un concejal por primera vez en la historia del municipio.

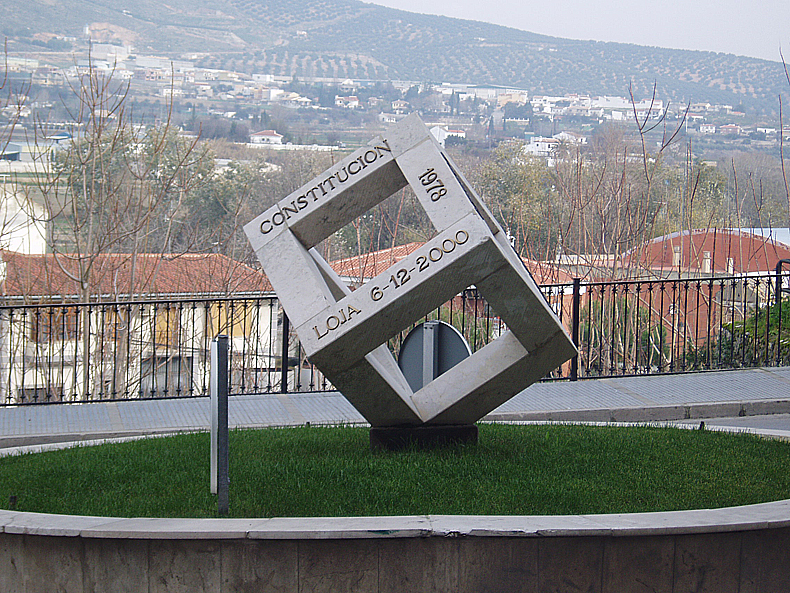
Monumento a la Constitución Española de 1978

| Periodo   | Nombre                            | Partido | Partido                                  |
| --------- | --------------------------------- | ------- | ---------------------------------------- |
| 1979-1991 | Manuel Martín Rodríguez           |         | Partido Socialista Obrero Español (PSOE) |
| 1991-1991 | José García Rodríguez             |         | Partido Socialista Obrero Español (PSOE) |
| 1991-1995 | Manuel de la Plata Rodríguez      |         | Partido Socialista Obrero Español (PSOE) |
| 1995-1999 | Manuel Torres Rivas               |         | Partido Popular (PP)                     |
| 1999-2011 | Miguel Castellano Gámez           |         | Partido Socialista Obrero Español (PSOE) |
| 2011-act. | Francisco Joaquín Camacho Borrego |         | Partido Popular (PP)                     |

| Partido político                                            | 2023  | 2023  | 2023       | 2019  | 2019  | 2019       | 2015  | 2015  | 2015       | 2011  | 2011  | 2011       | 2007  | 2007  | 2007       |
| Partido político                                            | %     | Votos | Concejales | %     | Votos | Concejales | %     | Votos | Concejales | %     | Votos | Concejales | %     | Votos | Concejales |
| Partido Popular (PP)                                        | 58,42 | 6252  | 13         | 63,95 | 6967  | 15         | 46,45 | 4789  | 11         | 38,41 | 4270  | 8          | 27,96 | 2856  | 6          |
| Partido Socialista Obrero Español (PSOE)                    | 35,07 | 3753  | 7          | 28,18 | 3070  | 6          | 41,75 | 4304  | 9          | 46,32 | 5150  | 10         | 59,91 | 6120  | 13         |
| Loja Plural (LP)                                            | —     | —     | —          | —     | —     | —          | 6,81  | 702   | 1          | —     | —     | —          | —     | —     | —          |
| Convocatoria por Loja (CpL)-Espacio Plural Andaluz (EP-And) | —     | —     | —          | —     | —     | —          | —     | —     | —          | 13,11 | 1458  | 1          | 10,96 | 1120  | 2          |
| Vox                                                         | 5,73  | 614   | 1          | 0,95  | 104   | 0          | —     | —     | —          | —     | —     | —          | —     | —     | —          |

## Economía

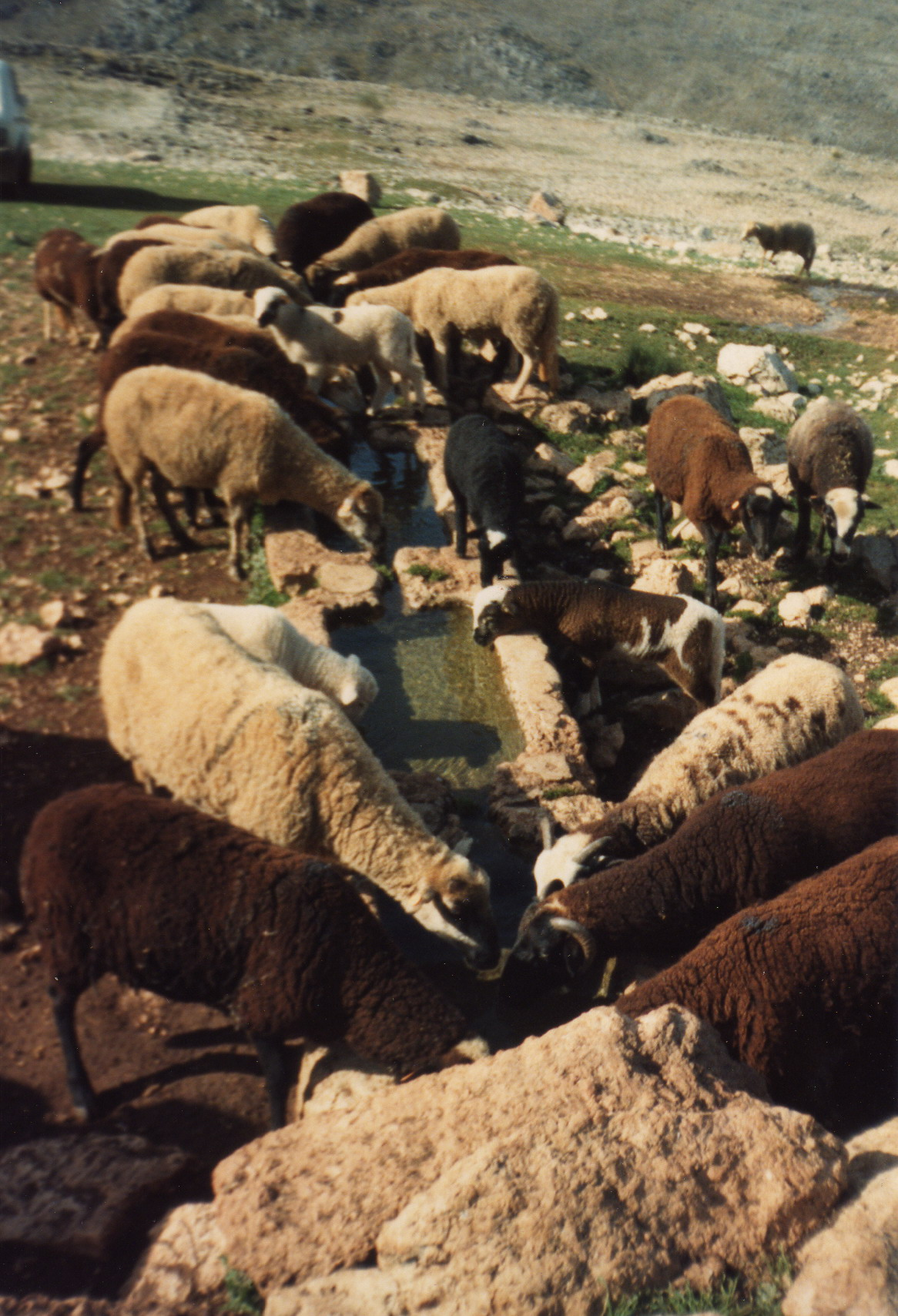
Ovejas de raza lojeña

La economía del municipio se basa principalmente en el sector primario, con una alta producción del olivar y una considerable producción del conocido espárrago verde. Durante la primera década del siglo XXI, además fue importante el sector de la construcción que empleaba un gran número de personas, a pesar de la crisis, y el sector servicios con una amplia oferta hostelera, que abarca desde hoteles de lujo hasta pequeños complejos rurales.
En el río Frío se encuentran gran número de piscifactorías de donde se obtienen truchas, conocida como de Riofrío, y donde desde finales del siglo XX se ha llevado a cabo la cría de esturiones para obtener el caviar de Riofrío. En el río Salado, durante algún tiempo sus aguas de mayor salinidad se utilizaron para la obtención de sal en una pequeña instalación salinera, actualmente abandonada.

### Evolución de la deuda viva municipal
El concepto de deuda viva contempla sólo las deudas con cajas y bancos relativas a créditos financieros, valores de renta fija y préstamos o créditos transferidos a terceros, excluyéndose, por tanto, la deuda comercial.
| Gráfica de evolución de la deuda viva del Ayuntamiento de Loja entre 2008 y 2022                                  |
| |
| Deuda viva del Ayuntamiento de Loja, en miles de euros, según datos del Ministerio de Hacienda y Función Pública. |

## Servicios

### Comunicaciones
En la década de 1960 existió un tren de cercanías que la unía con Huétor Tájar y otras poblaciones de la Vega de Granada hasta la misma capital provincial, conocido como el corto de Loja.
Existen varias líneas de autobuses que comunican Loja con Granada, Málaga y otras ciudades. También dispone de una estación de ferrocarril por la que pasan las siguientes líneas: Almería-Granada-Sevilla, Granada-Antequera-Algeciras y Granada-Antequera-Córdoba-Madrid. Además, cuenta con una estación en la nueva línea de alta velocidad Sevilla-Granada en la zona alta de la ciudad.

### Educación
En el municipio hay un total de tres centros de educación secundaria obligatoria, todos ellos públicos. Por su parte, la educación infantil y primaria se imparte en un total de once centros públicos. Asimismo, existe un centro de educación de adultos, una Escuela Oficial del Idiomas y un Conservatorio Elemental de Música.

### Sanidad
Loja cuenta con un Hospital de Alta Resolución (CHARE) y con cinco consultorios médicos repartidos en las pedanías de Ventorros de San José, Ventorros de Balerma, Riofrío, Cuesta la Palma y Fuente Camacho.

## Cultura

### Patrimonio
Dentro del rico patrimonio monumental lojeño se puede encontrar importantes edificaciones de tipo civil, militar y religioso. Cierto es que, a pesar de que durante los siglos —y concretamente en las últimas décadas del siglo XX— se ha perdido gran parte de dicho patrimonio, todavía permanece en pie y recientemente restaurado una importante parte del mismo.
Los monumentos más significativos de la ciudad son la Alcazaba —fortaleza árabe construida a finales del siglo IX—, la iglesia de San Gabriel, la iglesia de Santa Catalina, la iglesia mayor de la Encarnación, el convento e iglesia conventual de Santa Clara, el Pósito, el palacio de Narváez y la fuente de los Veinticinco Caños. Muchos de ellos están declarados bienes de interés cultural.

#### Edificaciones religiosas
Iglesia Mayor de la Encarnación

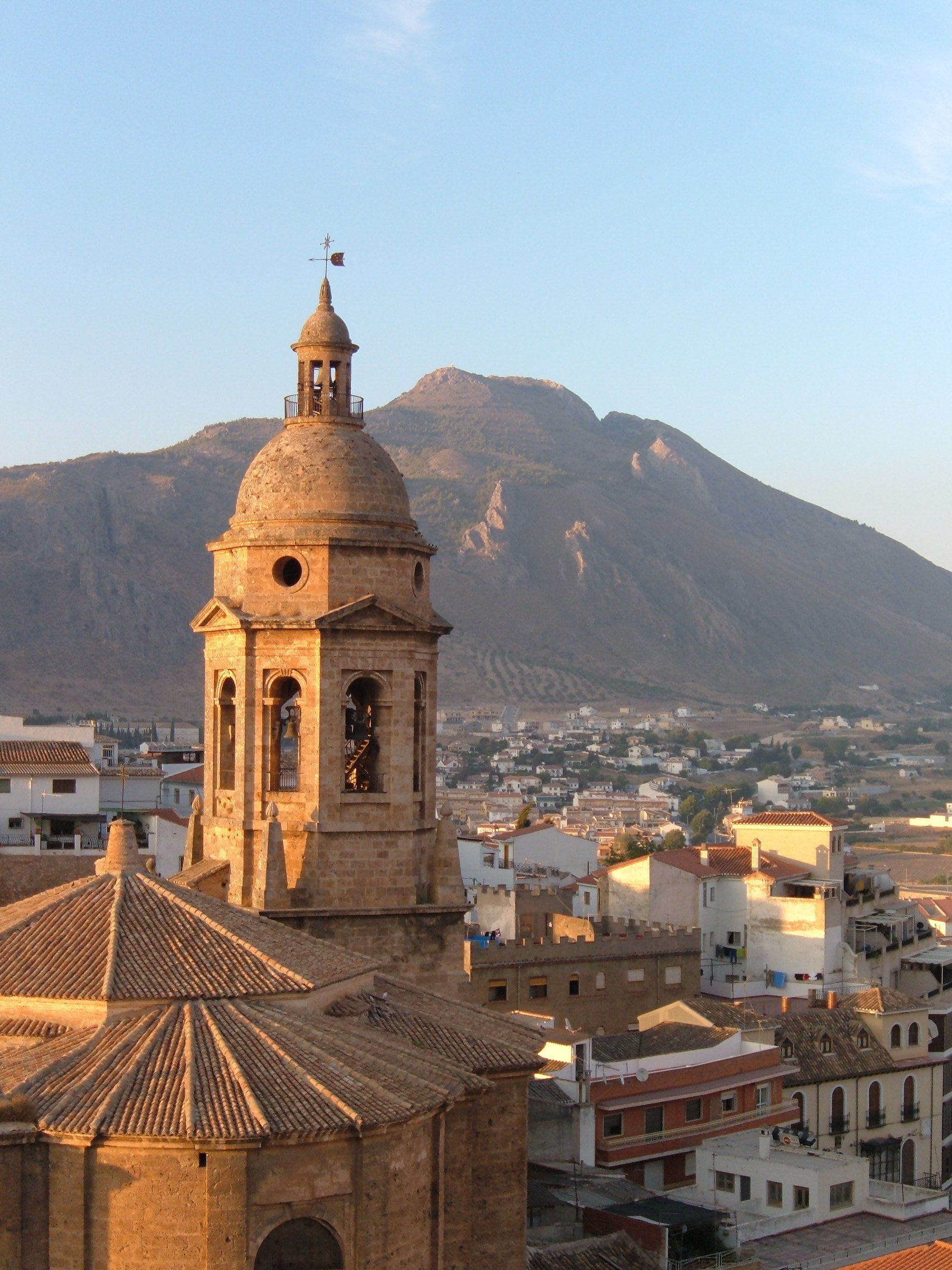
Campanario de la Iglesia mayor de la Encarnación

La iglesia mayor de la Encarnación es la principal de las parroquias, situada en el centro de la ciudad es iglesia mayor o matriz. Se llama así puesto que todas las iglesias mayores o matrices del Arzobispado de Granada fueron tituladas por los Reyes Católicos bajo la advocación de Santa María de la Encarnación como muestra de la victoria de la fe cristiana sobre la musulmana.
Las primeras obras de su construcción se datan en 1491 sobre el solar de la antigua mezquita aljama o mayor de la ciudad a iniciativa de Pedro Díaz de Toledo y Ovalle, obispo de Málaga. Entre los valores artísticos de esta antigua colegiata sobresalen el retablo renacentista de Miguel Sánchez y Pedro Machuca (1535), una gran custodia de plata de Francisco Tellez (1581), un portaviático de plata y oro del siglo XVIII, además de ciriales y cruz procesional de plata. Entre sus muros se conserva una lápida cuadrangular de un arca paleocristiana de mármol de Génova con una inscripción latina. Fue declarada Monumento Histórico Nacional el 3 de agosto de 1979.
Iglesia de Jesús Nazareno
La iglesia de Jesús Nazareno es un pequeño templo con planta de cruz latina construido en el siglo XVIII a expensas de la Hermandad de Jesús Nazareno. En su interior se pueden apreciar bóvedas de medio cañón con una bóveda en su crucero. Se conservan destacados murales, un retablo de época barroca con columnas salomónicas y camarín coronado por un lienzo que representa a un crucificado, obra de Alonso Cano. Las imágenes sagradas de este templo son Santa Marcela, Jesús Nazareno, San Juan Evangelista, la Santa Vera Cruz y Nuestra Señora de las Angustias.
Iglesia de Santa Catalina
La iglesia de Santa Catalina está situada en pleno corazón del barrio alto de Loja y levantada bajo la advocación de la Concepción. Construida en el 1593, sus líneas son gótico-mudéjares. Su cubierta de es armadura y poseía un retablo churrigueresco de 1727 que se perdió durante la Guerra Civil junto con otras obras de imaginería. Antiguamente guardaba las reliquias de San Cresto.

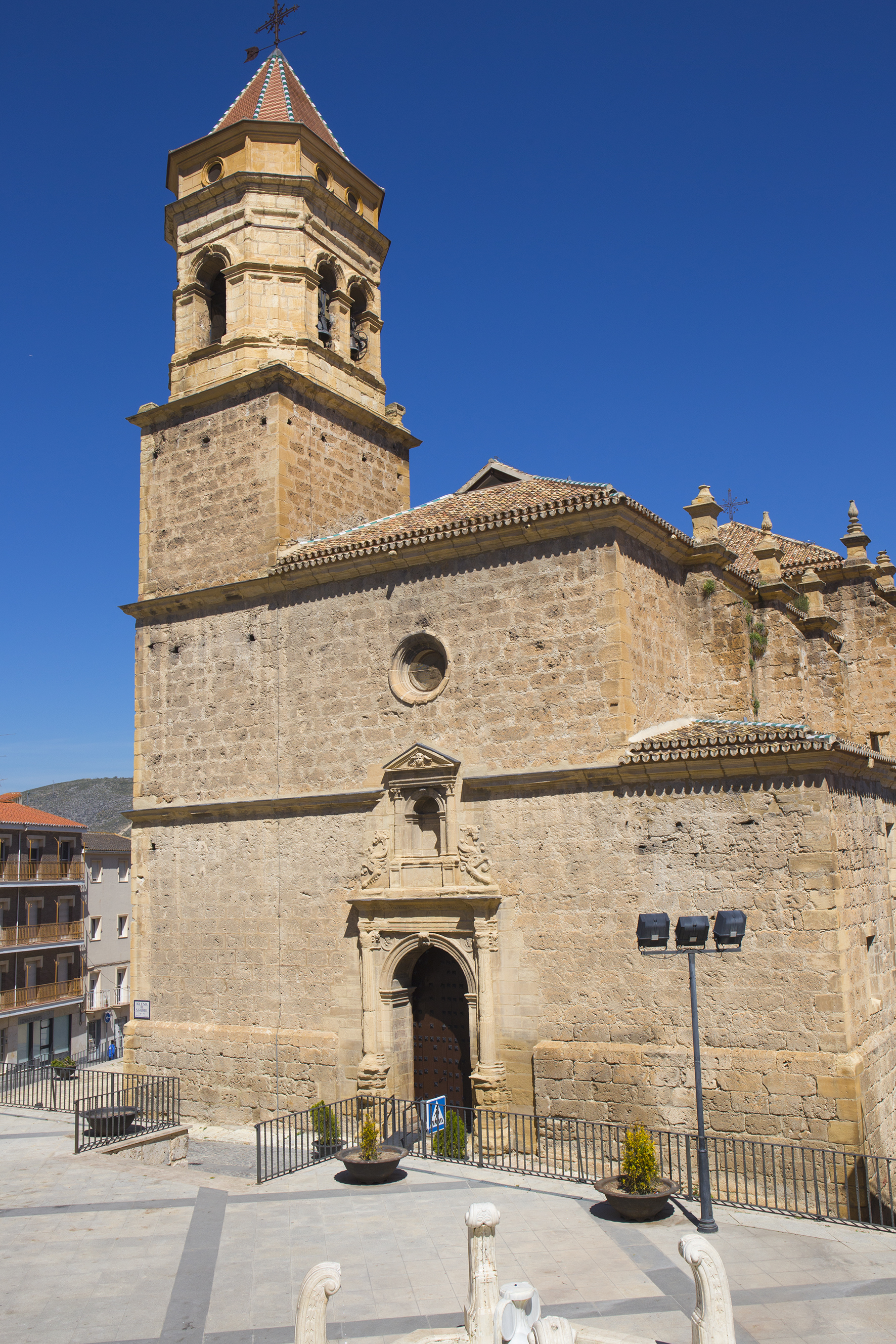
Iglesia de San Gabriel
La iglesia de San Gabriel es un templo del siglo XVI declarado Monumento Histórico Nacional en 1991. Para Gómez-Calero se trata de una de las obras más trascendentes de la arquitectura renacentista granadina por las novedades que presenta, iniciando la etapa más original y expresiva del clasicismo español. Según la tradición, Diego de Siloé fue su tracista, aunque otras fuentes señalan hacia su discípulo Juan de Maeda.
En su interior destaca su amplia nave con capillas laterales. También es digno de señalar, su cabecera por su monumentalidad. Cuenta con una bóveda baída en la que se incluyen tres anillos concéntricos con bustos en relieve de los apóstoles. Más hacia el centro aparecen rosetas con bustos de una joven pareja y otro dos ancianos con barba. El siguiente anillo incluye cabezas de angelitos y el último un relieve de Dios-Padre. La portada principal es de 1566 y tiene dobles columnas jónicas sobre pedestales independientes. El arco incorpora en sus enjutas ángeles engalados que sostienen el escudo del Arzobispo Guerrero. En la hornacina central aparece el grupo escultórico de la Encarnación y sobre el mismo un frontón triangular con el escudo imperial.

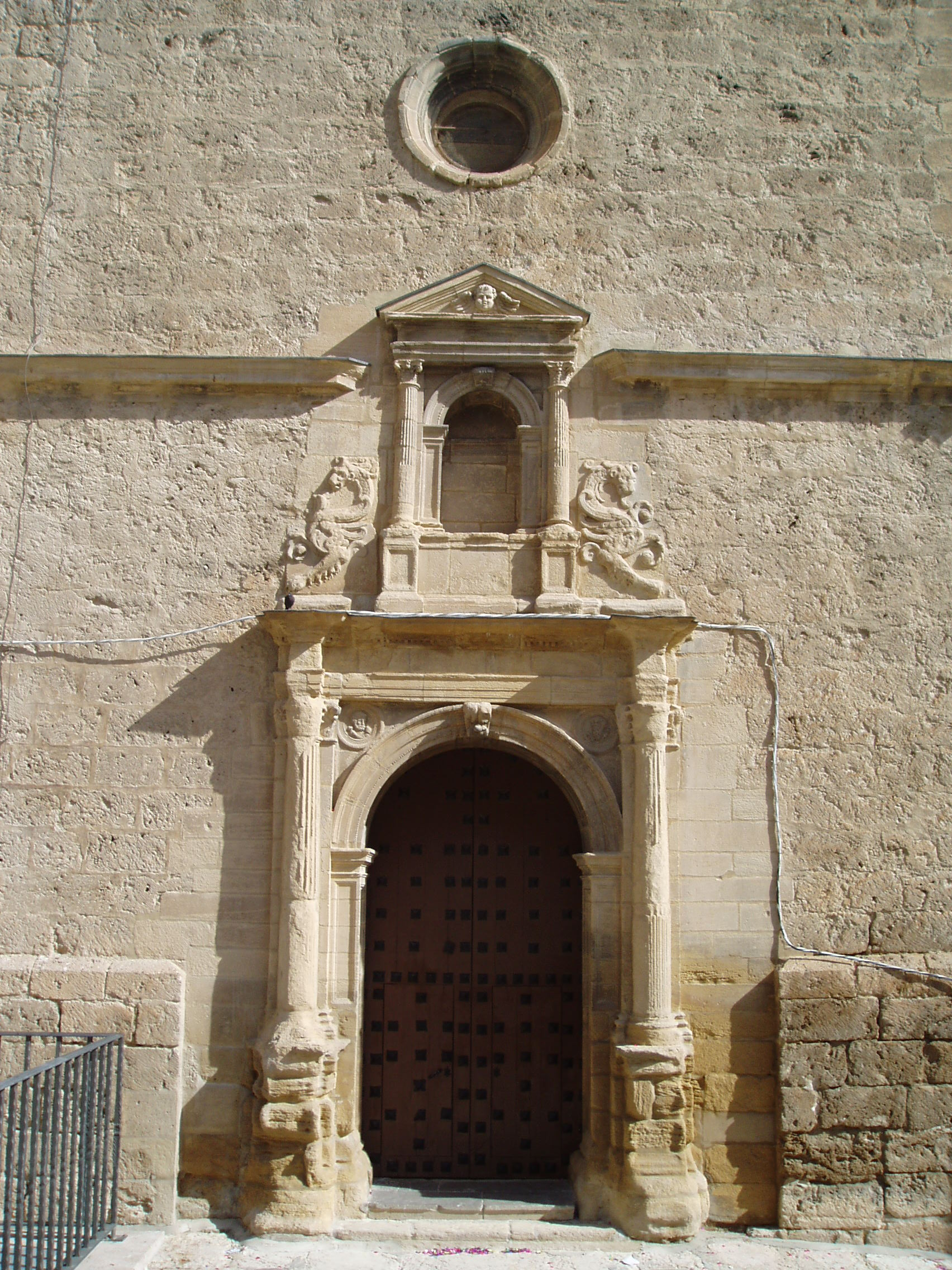
Portada renacentista de la iglesia de San Gabriel

Convento e iglesia conventual de Santa Clara
El convento de Santa Clara fue el único convento de monjas de la ciudad fundado en 1505 por Fray Fernando de Talavera, primer arzobispo de Granada y confesor de la reina Isabel la Católica. Tras distintas vicisitudes se dio posesión a las hermanas clarisas en 1527 que permanecieron hasta 1991. Su iglesia destaca por su elegante y proporcionada planta con pinturas al fresco de los hermanos Ciea, con asuntos sobre la vida de Cristo en recuadros divididos por arquitectura fingida. Su portada es de estilo gótico isabelino y tiene heráldica de Talavera. El retablo barroco (1760) es de la autoría de Gregorio Salinas. A los pies del templo están los coros protegidos por celosías de hierro. La sillería de este coro fue donada por la reina Isabel II. Fue declarado BIC el 27 de junio de 1997.
Convento de San Francisco de Asís
El Convento de San Francisco de Asís fue construido a inicios del siglo XVI por imperativo real, y hoy reconvertido en solaz patio interior del Hospital Civil de San Francisco.
En él se impartió la cátedra de filosofía constituyendo desde siempre, además, un referente de la Semana Santa lojeña, junto con la próxima capilla de la Vera Cruz, llamada anteriormente de la Sangre de Cristo, en la que está establecida desde 1768 la Hermandad de Jesús Preso y la de Nuestra Señora de los Dolores.
Ermita de la Caridad
La ermita de la Caridad se construyó sobre el solar de una antigua mezquita, se trata de una construcción en forma basilical, dividida por columnas en tres naves y donde se puede encontrar el camarín de la patrona de la ciudad desde 1765, Nuestra Señora de la Caridad.
Ermita de San Roque
La ermita de San Roque fue construida a principios del siglo XVII y formó parte del hospital de contagio durante las epidemias de cólera y peste que asolaron la ciudad durante los siglos XVI y XVII, de ahí su advocación.
Ermita del Calvario
La ermita del Calvario se encuentra desde finales del siglo XX en estado semirruinoso, estuvo en servicio hasta el año 1936. Consta de una nave principal, cubierta con bóveda de medio cañón, capilla mayor y ábside con cúpula semiesférica. Disponía de espadaña y pechinas decoradas aún visibles.

#### Edificaciones civiles
Recinto de la Alcazaba y Caserón de los Alcaides Cristianos

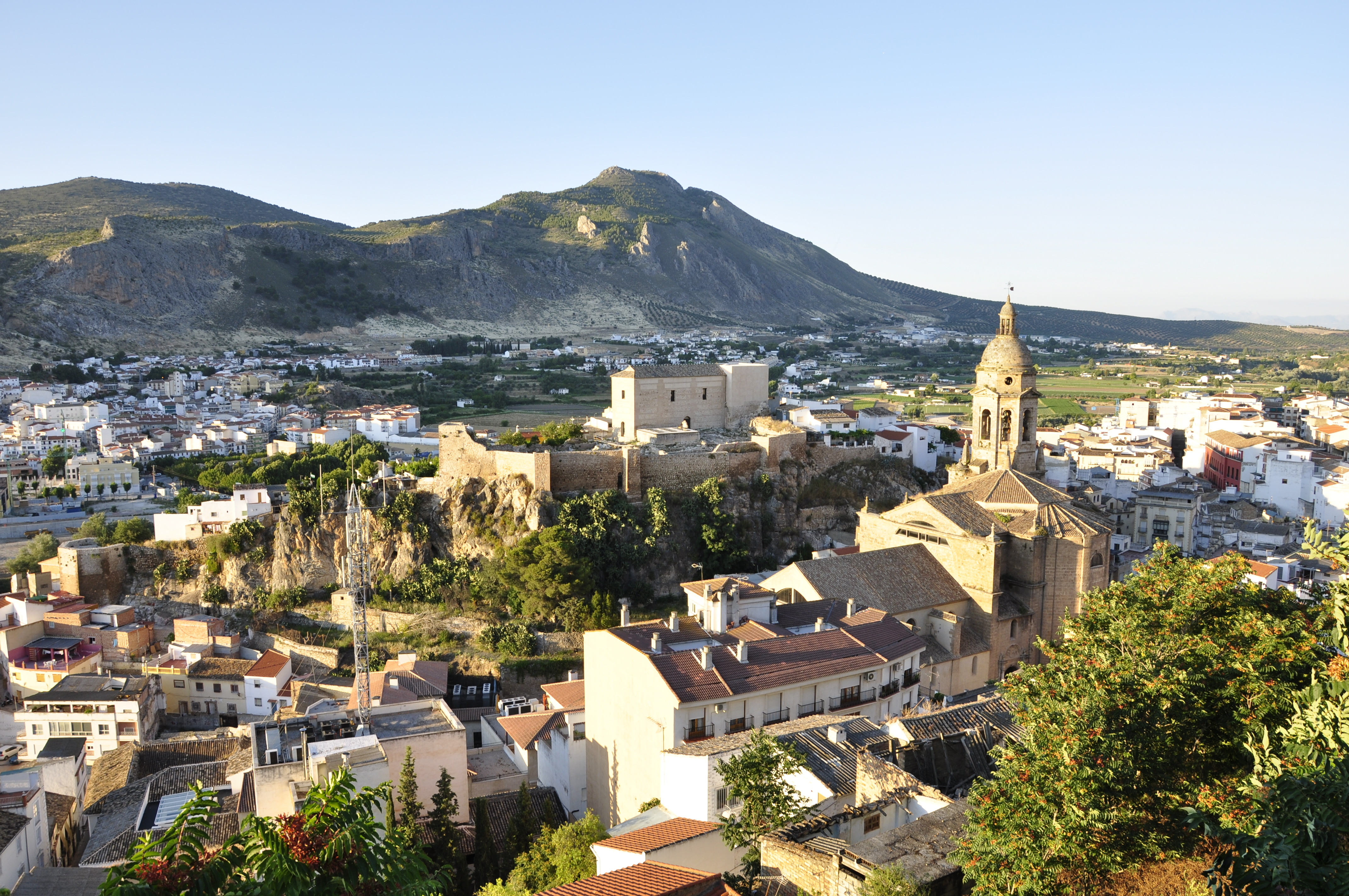
Alcazaba de Loja

La alcazaba fue construida sobre una elevación rocosa y visible, prácticamente, desde todos los puntos de la ciudad. Llama poderosamente la atención este recinto amurallado de Loja en el interior del cual se encuentra el Caserón de los Alcaides Cristianos. Parte integrante del sistema defensivo fronterizo, ha sido utilizada a lo largo de la historia como residencia, almacén, cárcel y cuartel. Tanto el aljibe como las murallas fueron declaradas Monumentos Histórico-Artísticos en junio de 1931.
Hasta el comienzo del siglo XXI hay conservados varios restos interesantes del aljibe del siglo XI, la torre del homenaje y un cinturón de murallas. Así mismo, se conservan, en la línea del interior de la muralla, trece torres de planta cuadrada, cuatro semicirculares y una octogonal conocida como la Torre Ochavada.
Por su parte el caserón de los Alcaides cristianos fue mandado construir a comienzos del siglo XVII por don Pedro de Tapia, como sede del poder político y administrativo. Se trata de un gran edificio de dos plantas, aparejo mixto y estructura sencilla. Está adosado por su parte este al Torreón de la Alcazaba, o Torre del Reloj, del siglo IX, probablemente único resto de lo que debió ser el edificio residencial de la medina Lawsa. Actualmente ambos inmuebles están restaurados y forman el museo histórico municipal de Loja, el cual contiene gran cantidad de obras de valor y de restos arqueológicos desde la Edad del Hierro y del Bronce, hasta elementos más recientes, pero no por ello de menor valor.
Torre Ochavada
La Torre Ochavada tiene una vista impresionante observada desde el barrio de la Alfaguara, debe su nombre a su forma octogonal. Desde su construcción ha tenido muy diferentes utilidades.
Puerta del Jaufín
La Puerta del Jaufín ha sido utilizada como patio de acceso a una vivienda particular, se trata de una puerta con dos arcos de medio punto perpendiculares de la época almorávide (siglos XI-XII). En tiempos de la Reconquista era el único acceso que había del barrio del Jaufín al arrabal. El último uso que recibió fue albergar en su planta principal el camarín de la ermita de la Caridad.
Pósito

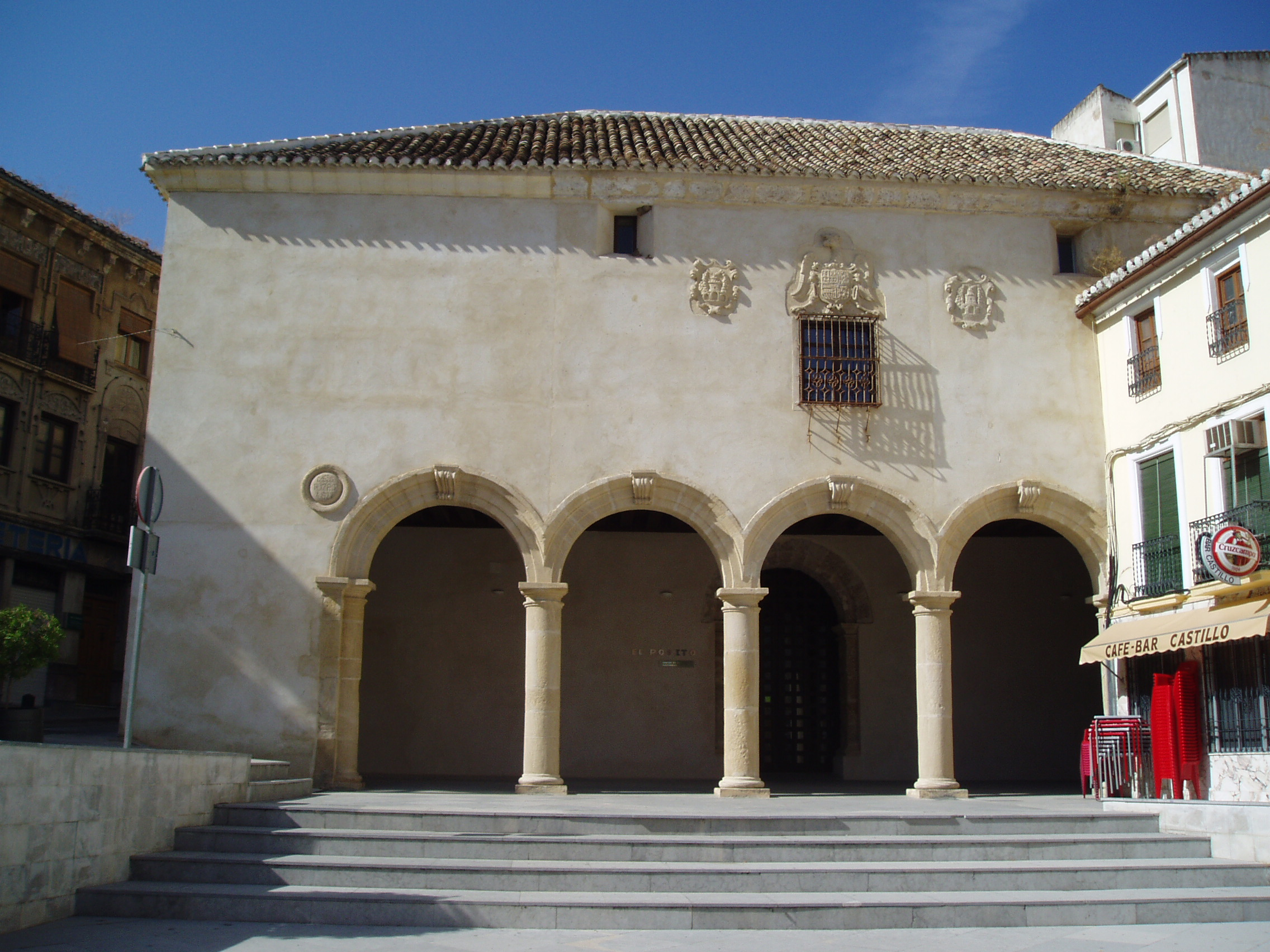
Pósito de Loja

El pósito de Loja se dispuso en la plaza que recibió más tarde el nombre de plaza de Abajo o de Joaquín Costa. Se construyó a finales del siglo XVI ya como pósito o granero público. Se cuenta que fueron varios vecinos los que en 1535 solicitaron al Cabildo su construcción. Así Juan de Maeda realizaría su traza y condiciones del pósito aunque más tarde se llevarían a cabo dos ampliaciones que quedaron patentes en sendos medallones en su portada aludiendo al año de realización de las mismas (1650 y 1780) entre la heráldica real de Felipe II.
Antigua Casa de Cabildos
La antigua Casa de Cabildos, en la plaza de la Constitución o plaza de Arriba, tuvo una primera construcción de mampostería de principios del siglo XVI. De estilo renacentista fue posteriormente remodelado para su uso como casa consistorial que se prolongó hasta 1927 en el que el ayuntamiento trasladó su sede a la actual, en el palacio de Narváez.
Palacio de Narváez

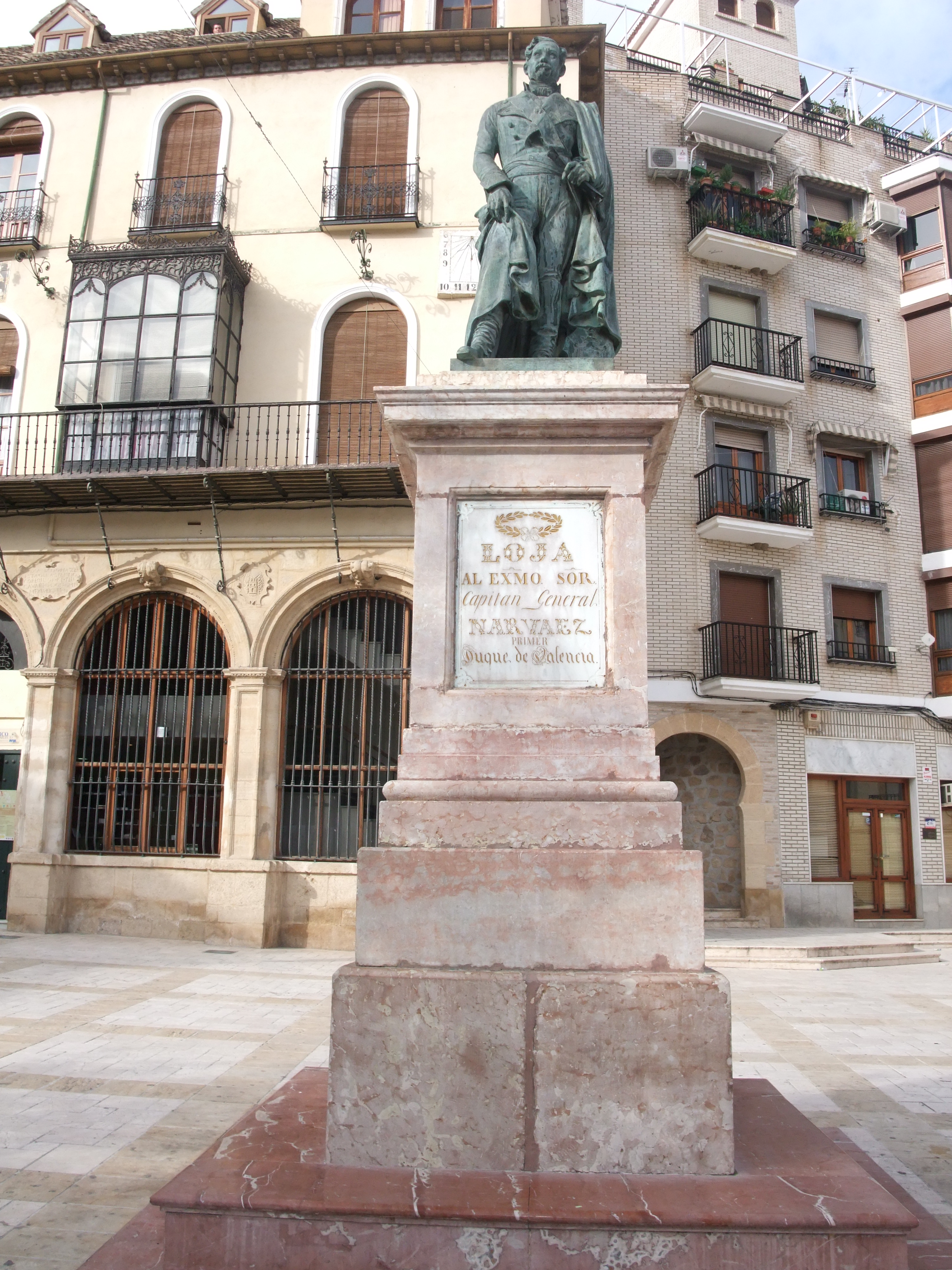
Estatua en Loja de Ramón María Narváez, primer duque de Valencia

El palacio de Narváez es un palacete del siglo XIX actualmente sede del ayuntamiento de la ciudad. Esta construcción fue encargada a un arquitecto francés por el general Narváez como residencia personal. En su interior conserva un patio central porticado de forma cuadrada, en el centro del cual hubo una fuente de taza de mármol de Carrara. Sobre las columnas aparecen medallones representativos de ilustres personajes de la historia de España. Entre los objetos conservados en esta edificación se encuentra el arcón de los Claveros de la Alcaldía, el mobiliario de la alcaldía y salón de plenos, el pendón de la ciudad, un cuadro al óleo con imagen de santos y otros de Narváez, Alfonso XII, Alfonso XIII y una acuarela del siglo XVIII sobre el sistema defensivo. Fue rehabilitado en 1993.

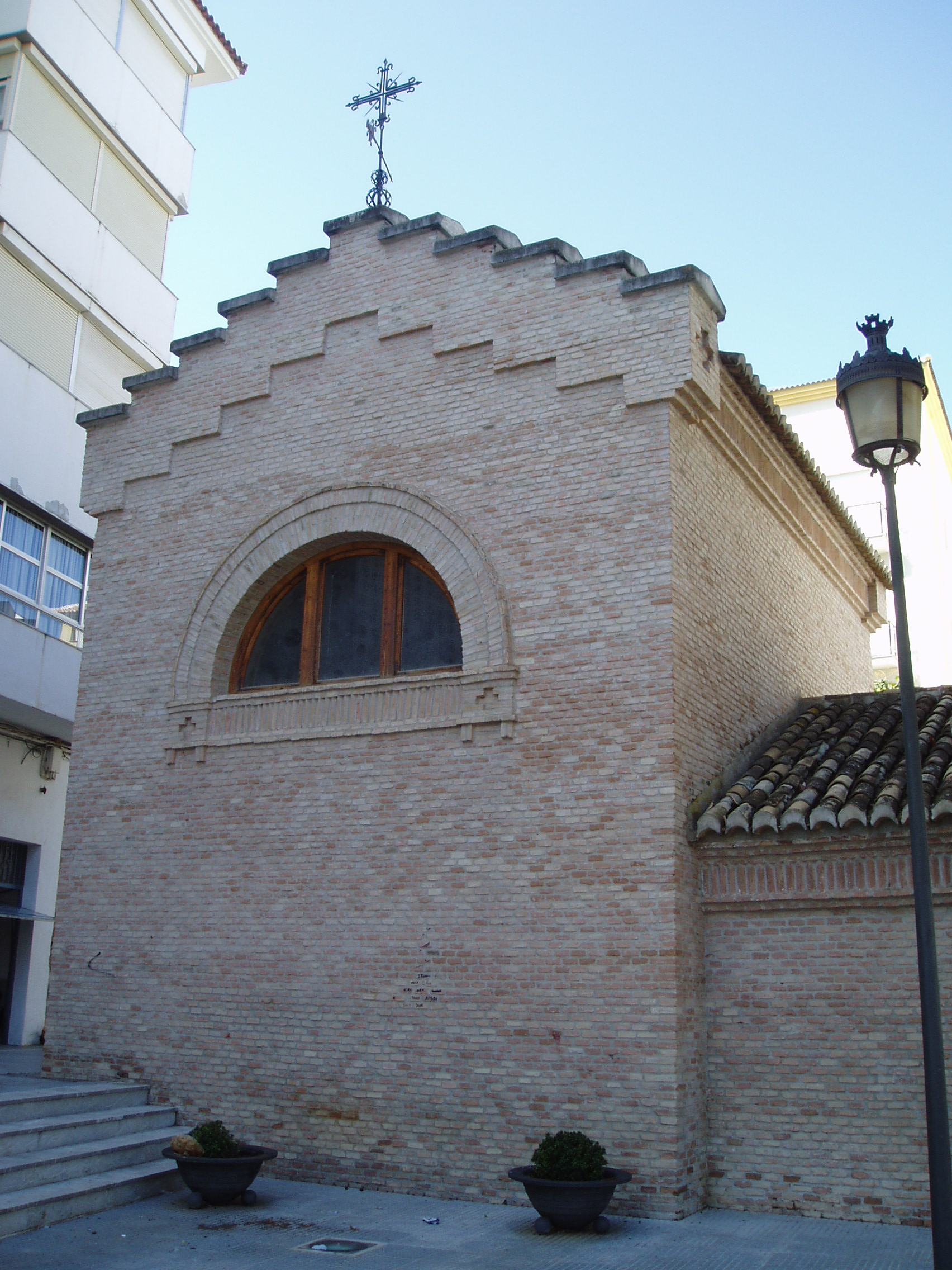
Mausoleo de Narváez
El mausoleo de Narváez, obra del arquitecto madrileño José María Aguilar y Vela, está construido junto al antiguo convento de la Santa Cruz en mármol de Carrara, en dicho mausoleo se encuentran los restos del I duque de Valencia, Ramón María Narváez, junto con los de sus padres, los condes de la Cañada Alta. Se trata de un edificio de planta rectangular en cuyo interior se puede encontrar una estatua del general yacente vestido de gala.
Junto al mausoleo se conservan dos estatuas orantes pertenecientes a Pedro de Tapia Madrigal, miembro del Consejo Real y su esposa Clara del Rosal y de Alarcón, Señores de Villanueva de Tapia, que fundaron el convento de Santa Cruz de Franciscanos Descalzos de San Pedro de Alcántara. Ambas realizadas en mármol gris por un discípulo de Pompeyo Leoni, que adornaban en el presbiterio de la iglesia en hornacinas laterales al altar mayor, y hoy se conservan sobre el suelo en la capilla de enterramiento del general Narváez.
Puente del Gran Capitán
El puente del Gran Capitán, a lo largo de los siglos, ha sufrido distintas reconstrucciones desde que en 1486 se mandó demoler el existente de la época árabe. Se hicieron reconstrucciones en 1503, 1517 y 1520. En un grabado de Hoefnagle a fines del XVI ya se puede observar. El 4 de junio de 1784 se desplomaron dos arcos laterales por lo que se reconstruyó de nuevo hasta su diseño actual con tres ojos, el mayor carpanel y los otros de medio punto. En los arcos se encuentran los tajamares con forma cilíndrica y triangular.

### Parajes naturales[12]

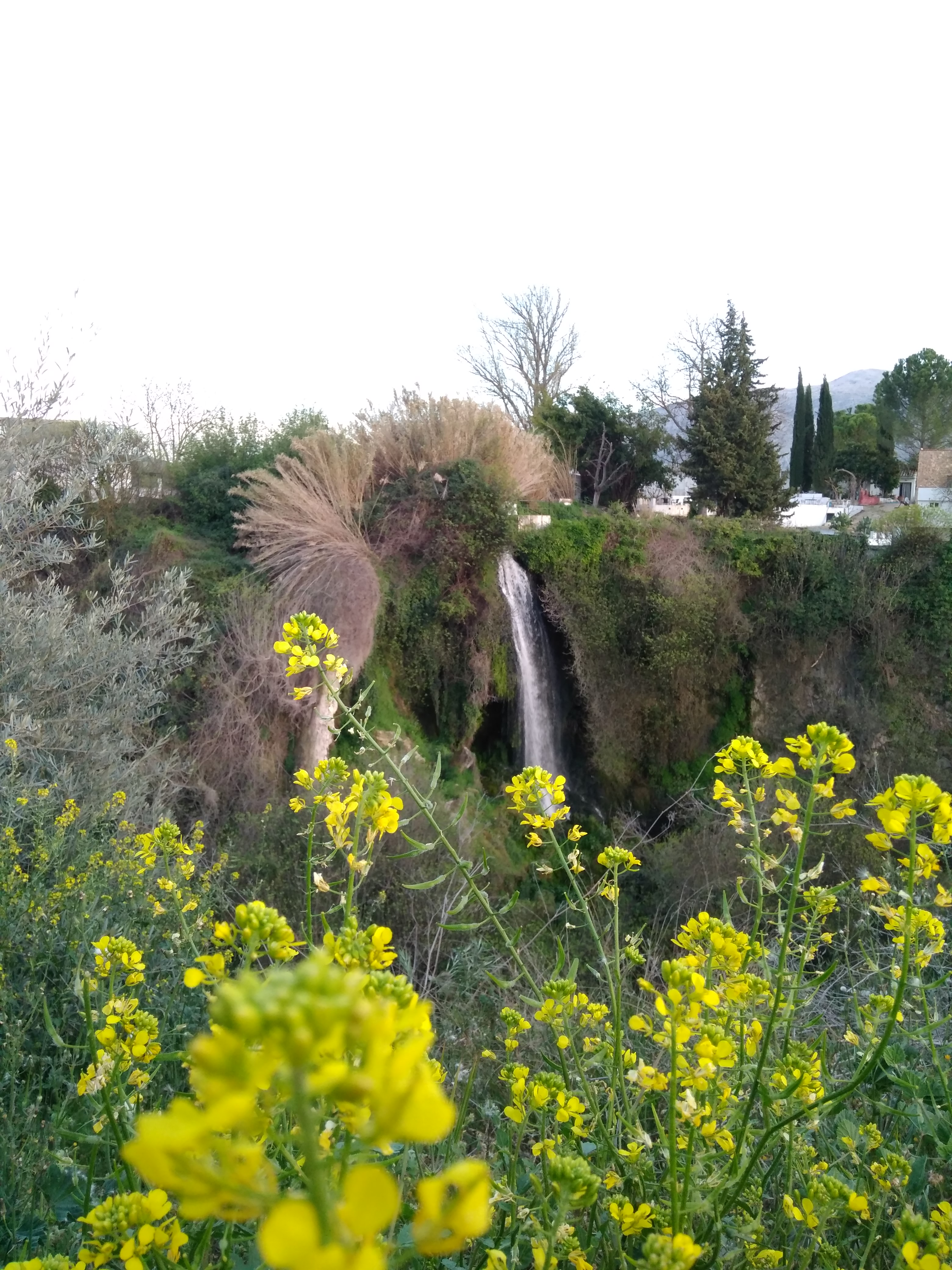
La Cola del Caballo

El patrimonio medioambiental en Loja es muy importante ya que es uno de los recursos turísticos más demandada. El agua, filtrada de la sierra de Loja, es el principal causante de la mayoría de los parajes. Entre ellos, destacan:
- Nacimiento del Frontil: en él, se puede observar brotar el agua desde la tierra, formando así un pequeño lago habitado por patos y ocas.
- Los Infiernos de Loja: declarados monumento natural. Es un paraje pintoresco, causado por el encajonamiento del río Genil. En él, podemos observar cascadas, entre las que destaca La Cola del Caballo de unos 9 m de altura, y edificios travertínicos.
- Las Chorreras: cascada que se forma de los arroyos Nieblín y la Viñuela, debido a la fuerza con la que cae se ha ido perforando el suelo hasta formar una charca, donde los lojeños/as pueden refrescarse.

### Fiestas
Las fiestas de mayor raigambre entre los lojeños son, por orden cronológico, las siguientes:
- La Candelaria: cada noche del 2 de febrero se celebra esta fiesta en torno a las hogueras. Antiguamente tenía gran esplendor, especialmente en la parroquia de Santa Catalina donde se celebraba con procesión y bendición de roscas.
- El carnaval de Loja: sus raíces se hunden en el siglo XV. Tras la reconquista del territorio lojeño por los Reyes Católicos, se recogen los permisos oportunos para celebrar el carnaval durante tres días en el municipio, será una tiempo de jolgorio, alegría, intercambio de roles sociales como contraposición a la llegada de la Cuaresma donde se alude al recogimiento, la reflexión y la vigilia. No será hasta finales del siglo XIX cuando aparecen las primeras agrupaciones carnavalescas formadas por rondallas y coros cantando coplillas. Existen documentos en forma de letras de algunas agrupaciones en Loja que datan de principios del siglo XX. Con la llegada de la democracia, tras la censura y prohibición por la dictadura franquista, y hasta principios de la década de los años 1980, se recupera esta fiesta y surgen, de nuevo, numerosas agrupaciones de carnaval como murgas y comparsas. El programa carnavalero en la ciudad incluye un concurso de agrupaciones de carnaval, celebrado por primera vez a nivel provincial en 1987, y posteriormente amplía geográficamente sus límites de participación para todas las agrupaciones que lo deseen en 1995 con cuantiosos premios y con la participación anual de muchas comparsas, chirigotas y murgas venidas de toda Andalucía, en sus casi cuarenta ediciones. Cuenta también con un pasacalles de máscaras y fiesta de disfraces, bailes, y el popular Domingo Teoletero celebrado en el corazón del barrio Alto, en la plaza denominada, plaza del Carnaval. Finaliza el Domingo de piñata (posterior al Miércoles de ceniza) con la celebración del Entierro de la trucha, que seguidamente se quemará, para poner punto final a más de tres fines de semana festivos.
- La Semana Santa: la Semana Santa de Loja está declarada de Interés Turístico Nacional desde 2003.[13] Es de destacar el Jueves y Viernes Santo como días mayores y de mayor número de cofradías. La existencia de los incensarios, personaje tradicional y único de la Semana Santa lojeña, y de la celebración de la corrilla del Viernes Santo.

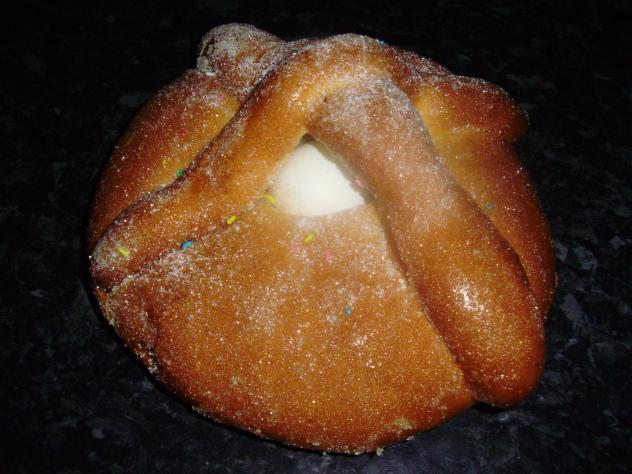
Hornazo de San Marcos

- Día de San Marcos: el 25 de abril los lojeños/as celebran la fiesta campestre. Familias y grupos de amigos se reúnen en plena naturaleza para comer y beber. En este día, es típico comerse un hornazo (es un bollo de aceite pero en el medio lleva un huevo).
- Romería de la Amistad: cada 1 de mayo desde el año 1989, miles de lojeños/as se disponen en sus carrozas decoradas y parten desde el centro del pueblo hasta la Venta del Rayo. Allí, en el campo, se reúnen amigos y conocidos con el fin de pasar un buen día.
- Día de la Cruz: se construyen altares exaltando la Cruz con elementos decorativos y ornamentos florales.
- Feria Chica: se inicia con el primer fin de semana de junio. Tuvo su origen en las ferias de ganado previas a las labores propias del verano.
- Feria Grande: esta celebración tiene su origen oficial en el privilegio concedido el 19 de febrero de 1690 por el rey Carlos II. En cuanto a fechas ha sufrido distintos cambios, así como el lugar de su emplazamiento. Se aprovecha el acontecimiento para llevar a cabo distintas actividades deportivas, pasacalles, teatro, toros, desfile procesional en honor a la patrona y espectáculos musicales.

### Gastronomía
Dependiendo de la época del año las especialidades varían si bien algunos de ellos son: el cuchifrito de chivo; la sobrehusa; los caracoles «menuíllos» primaverales, propios del día de San Marcos con su caldo de nueces, hierbabuena y guindilla; y la porra lojeña.
En cuanto a la repostería de elaboración artesanal: los buñuelos de viento, los piñonates, además de los roscos de Loja elaborados a base de bizcocho, rellenos de huevo y lustrados con merengue. También se pueden destacar los «pastelillos de Santa Teresa», dulce de almendra, recubierto de merengue y canela. Sus sabores y sus texturas son fusión del gusto árabe con el cristiano.

### Cinematografía
En la película Sopa de ganso de los hermanos Marx (1933), aparece una secuencia de Loja vista desde el Mesón de Arroyo. En la ficción esta ciudad se llamaba «Sylvania». Con este nombre se inauguró en Loja un mirador en la misma ubicación, donde aparecen las figuras de los hermanos Marx, así como la del cámara que grabó la escena.

## Localidades hermanadas

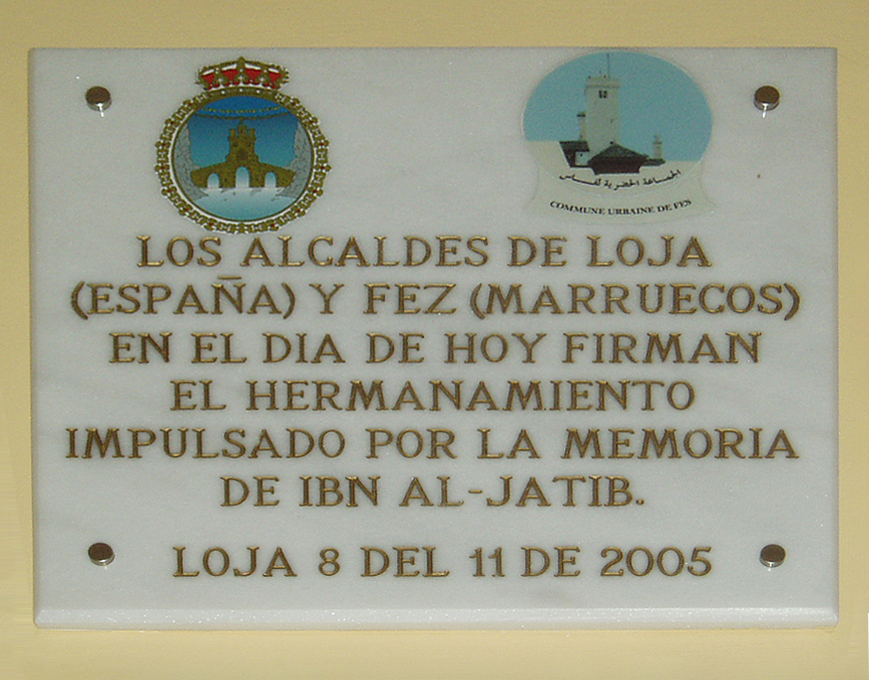
Placa que indica el hermanamiento entre Loja y la ciudad marroquí de Fez

- Ermont (Francia)[14]
- Fez (Marruecos)
- Loja (Ecuador)
- Sabadell (España)